# 盧卡什夫卡 (利波韋茨區)
49°14′51″N 28°56′29″E / 49.24750°N 28.94139°E
盧卡什夫卡（烏克蘭語：Лукашівка），是烏克蘭的村落，位於該國西南部文尼察州，由文尼察區負責管轄，始建於1818年，面積2.04平方公里，海拔高度263米，2001年人口750。